# Vodafone España
Vodafone España, S.A.U. es una compañía de telecomunicaciones española propiedad de Zegona Communications. El operador emplea la marca comercial «Vodafone», mediante la cual ofrece servicios de telefonía, internet y televisión (Vodafone TV) en España. También ofrece servicios de telefonía móvil e internet en España bajo su marca de bajo coste Lowi.
Fue lanzada como marca comercial en España, el 27 de octubre de 2001, tras la adquisición de Airtel por parte de Vodafone. Las posteriores adquisiciones de Tele2 España el 6 de octubre de 2007, y de Ono el 17 de marzo de 2014, lo consolidan como el segundo operador multimodal del país, y el segundo en telefonía móvil.
La compañía formó parte del Grupo Vodafone hasta el 31 de mayo de 2024, fecha en la que se completó su adquisición por el fondo de inversión británico Zegona Communications.

## Historia

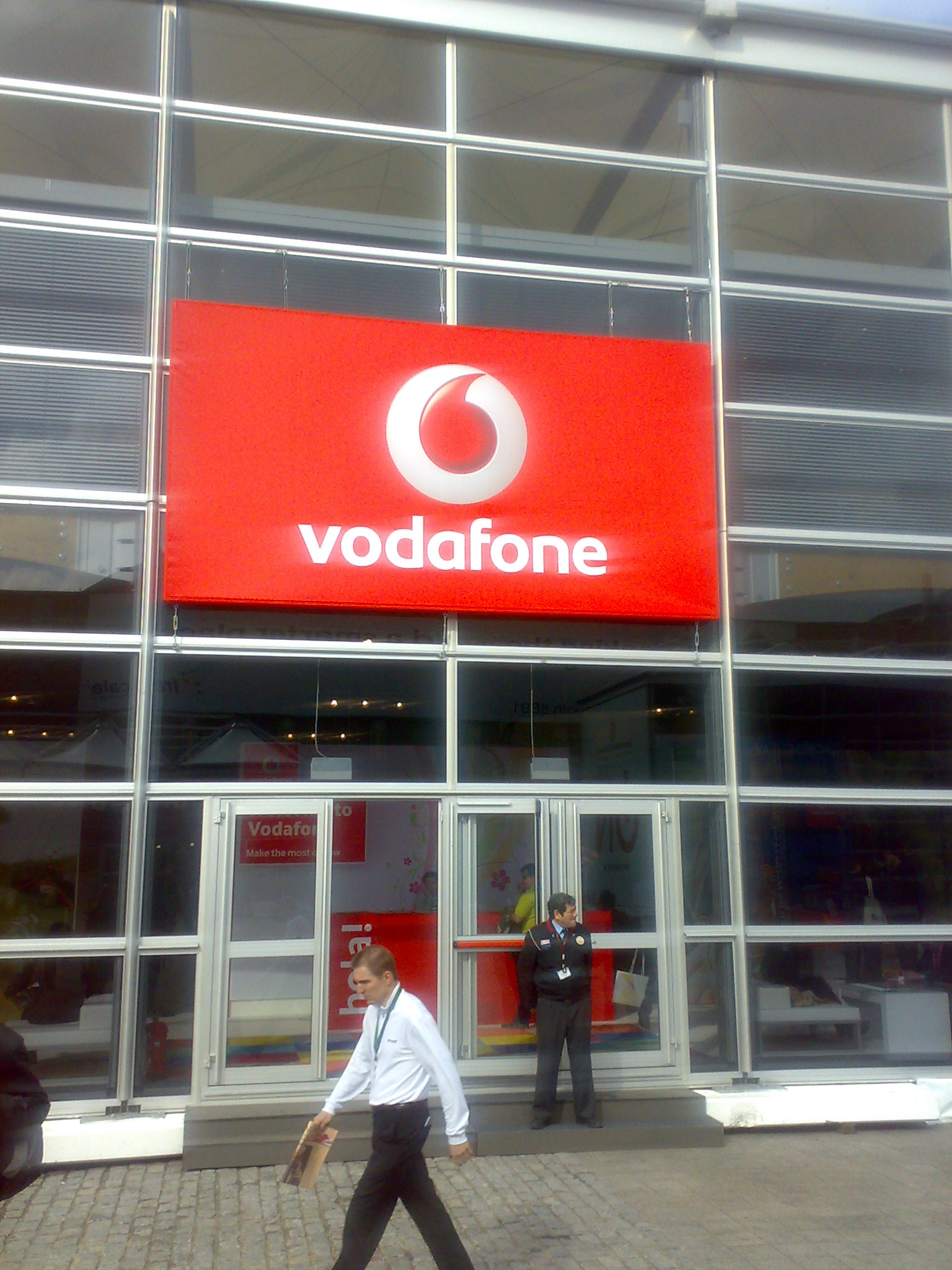
Stand de Vodafone en el Mobile World Congress.

### Airtel
En 2001, el Grupo Vodafone compra el 17,81% de BT con lo que pasa a tener el 91,6% de la operadora presidida por Eduardo Serra y bajo la dirección ejecutiva de Ignacio Galán.
Durante su trayectoria en Airtel, Ignacio Galán demostró su capacidad de gestión desde la fundación hasta la venta de la operadora a Vodafone. En 1995, Airtel empezó a operar con una inversión de 150.000 millones de pesetas y en 1996 alcanzó los 600.000 clientes. En 2001, fue vendida a Vodafone por 24.000 millones de euros y una cartera de clientes de 7 millones. 
En agosto, John de Wit es nombrado consejero delegado de Vodafone en España. En octubre la compañía deja de llamarse Airtel para llamarse Vodafone España. Vodafone lanza su oferta GPRS con roaming internacional, siendo uno de los primeros operadores en el mundo y el primer operador en España en hacerlo.

### Vodafone España
En 2002, se lanza Vodamail, el primer servicio de mensajería unificada en España. Vodafone firma un acuerdo con Metrocall para ofrecer cobertura de telefonía móvil en el metro de Madrid, cumple con los niveles de emisiones radioeléctricas del Real Decreto del Ministerio de Ciencia y Tecnología: las mediciones de las antenas resultan más de 1000 veces de media inferiores a los niveles establecidos, supera en España los 8 millones de clientes y obtiene la participación de Vivendi en Vizzavi. Ese mismo año se presenta Vodafone live!.  
En 2003, Francisco Román pasa a ser consejero delegado de Vodafone España y se presenta en SIMO un prototipo de la tarjeta de datos 3G y se realizan demostraciones de servicios de videoconferencia en UMTS.
En 2004, Vodafone comunicó el lanzamiento de los primeros servicios de 3G datos (UMTS) y comercializa la tarjeta Vodafone Mobile Connect 3G/GPRS, la primera tarjeta de datos de alta velocidad para PC y portátiles. Vodafone finaliza el año con 10.909.000 clientes, un 12,6% más que el año anterior.
En 2005, Vodafone presentó Real Mail, un servicio de correo electrónico en tiempo real y lanzó la primera tarifa plana 3G para Internet en movilidad. Ese mismo año se presenta Vodafone Simply, un nuevo concepto de teléfono móvil, sencillo e intuitivo para las personas que sólo quieran hablar y enviar SMS. Vodafone introduce en el mercado español la facturación por segundos, además un acuerdo con Bankinter anuncia el comienzo de la banca en el móvil. Vodafone presenta la tecnología HSDPA, una evolución de la plataforma 3G que ofrece altas prestaciones para la transmisión de datos en movilidad, con velocidades de acceso de hasta 1,6 MBps. También se presentan nuevas tecnologías como: Digital Video Broadcasting Handheld (DVB-H) que permite recibir en el móvil, de manera directa, la señal digital terrestre de televisión; ‘Push to talk', evolución tecnológica de las comunicaciones Walkie Talkie.
En 2006, en los resultados financieros presentados ese año (1 de abril de 2005 a 31 de marzo de 2006) la facturación alcanzaba los 5.857 millones de euros, un 22,6% más que el año anterior. Se presenta Oficina Vodafone, una solución que integra todas las comunicaciones de la empresa e incorpora en el teléfono móvil funcionalidades del teléfono fijo. Comienza la primera programación de televisión en el móvil con Vodafone live! TV con más de 10 canales digitales: Eurosport, MTV, Discovery Channel, HBO, CNN+, FOX, Chilli, UEFA, Playboy, Blue y a final de año se llegaron a los 25 canales. El nuevo servicio de tecnología Banda Ancha 3G (HSDPA) está disponible desde el día 21 de junio en Madrid, Barcelona, Salamanca, Sevilla, Valencia, Bilbao, Zaragoza, Málaga y Albacete. En diciembre se lanza Digital+ Móvil junto con Sogecable: la primera plataforma de televisión de pago que ofrece 10 canales digitales disponibles en todos los móviles Vodafone live! con 3G. Vodafone se une a Disney para crear un teléfono para niños pensado para los padres.
En 2007, Vodafone alcanza el millón de clientes en Oficina Vodafone. Se presenta Redtel, una asociación en la que Vodafone es un socio fundador. Vodafone España y Spanair presentan la primera tarjeta de embarque móvil. Se hace efectivo el acuerdo de compartición de infraestructuras de red 3G con Orange en 19 provincias, para llevar la banda ancha móvil a municipios de áreas rurales. Vodafone España lanza “Vodafone GPS Navigator” el primer servicio GPS móvil con tarifa plana. Vodafone España y Sogecable ofrecen la primera película a través del móvil: La aventura de Mortadelo y Filemón. Vodafone España factura 6.637 millones € en el último año fiscal, un 13,3% más que el año anterior, y supera los 15 millones de clientes.
En 2008, Francisco Román asume la Presidencia de Vodafone España y el porcentaje de usuarios con dispositivos 3G supera el 30%.
En 2009, Vodafone España rompe la dinámica del mercado ADSL, anunciando que ofrece Vodafone ADSL en toda España en las mismas condiciones y es la primera empresa del sector de telecomunicaciones en implantar el plan de igualdad. Comienza la disponibilidad comercial de la red HSPA+ (High-Speed Packet Access) en las 7 grandes ciudades españolas. Se lanza Vodafone 360, nuevos servicios de Internet para móvil, PC y Mac. Vodafone se convierte en la primera operadora en España en incluir la música en una Tarifa Plana de Internet en el móvil. Vodafone España comienza su actividad en redes sociales y crea sus perfiles corporativos en Facebook y Twitter. A 31 de diciembre de 2009, Vodafone España cuenta con 16,9 millones de clientes.
En 2010, el Ministerio de Educación y Vodafone España alcanzan un acuerdo de colaboración en el marco del programa Escuela 2.0. Vodafone España se convierte en la primera empresa que obtiene el Certificado AENOR de Accesibilidad Universalpara una red de tiendas y factura 6.453 millones € en su último año fiscal y alcanza los 16.745.000 de clientes.
En 2011, Francisco Román es nombrado presidente ejecutivo y Shameel Joosub asume la responsabilidad de consejero delegado de Vodafone España. La empresa obtiene nuevo espectro para poder ofrecer servicios de Internet móvil en todo el país, incluyendo las zonas rurales. Renfe y Vodafone España impulsan el móvil como medio de pago y acceso a los trenes. Microsoft y Vodafone crean en Sevilla el primer centro de Tecnologías Cloud Computing de España. Continua la extensión de la banda ancha en zonas rurales, dotando de cobertura a poblaciones de menos de 1000 habitantes. Vodafone España factura 6.042 millones € en el último año fiscal y la cartera de clientes crece un 2,9% hasta los 17.227.000.
En 2012, Vodafone amplía su red móvil a lo largo de toda la geografía española, permitiendo el uso de la banda de frecuencia 900MHz para tecnología 3G, esto supuso un importante incremento de la calidad de red y de cobertura para servicios de datos móviles de banda ancha, sobre todo en el interior de edificios. Vodafone, Movistar y Orange lanzan un servicio de comunicación enriquecida (RCS) bajo la marca joyn™. El cable submarino WACS de Vodafone comienza su transmisión entre Canarias y la Península. Se lanza Vodafone yu. António Coimbra asume el cargo de consejero delegado de Vodafone España.
En 2013, Vodafone España anuncia un acuerdo con Orange para el despliegue de una red de fibra óptica en España para ofrecer soluciones de comunicaciones convergentes. Vodafone España y la Comunidad de Madrid firman un acuerdo por tres años mediante el cual la línea 2 de Metro de Madrid pasa a denominarse Línea 2 Vodafone y la estación de Sol Estación Vodafone Sol. El 27 de mayo Vodafone España anuncia la disponibilidad de los servicios 4G en siete ciudades españolas. Vodafone España anuncia un plan de transformación de su canal de distribución con una inversión de más de 105 millones de euros, elimina el compromiso de permanencia de sus tarifas y anuncia pilotos de LTE Avanzado con velocidades de hasta 300 Mbps. Los representantes de los trabajadores y la compañía llegan a un acuerdo sobre el proceso de despido colectivo presentado por la compañía. Se lanza Vodafone Wallet, el servicio de pago con el móvil desarrollado junto a Visa.
En 2014, Vodafone España supera el millón de clientes de ADSL. Se inauguran cinco centros Vodafone de Tú a Tú en Barcelona, Bilbao, Madrid, Sevilla y Valencia, estos centros están dedicados a la atención personalizada al cliente, Vodafone España presenta Oficina Vodafone 4G con voz sobre IP. anuncia la disponibilidad de su servicio 4G en todas las capitales de provincia y en las ciudades autónomas de Ceuta y Melilla, desde el 1 de abril, factura 4.169 millones de euros en el último año fiscal y cierra la cartera de clientes con 13.466.000. El 100% de la red 3G y 4G de Vodafone se actualiza con la tecnología de voz en alta definición (Voz HD), que permite llamadas más nítidas, reduciéndose el ruido de fondo. Vodafone España lanza comercialmente servicios 4G+ con velocidades de hasta 300 Mbps de descarga en Madrid, Barcelona y Valencia como ciudades pioneras. La sede de Vodafone España se traslada al Edificio Vodafone Plaza en la Avenida América de Madrid.
En 2015, Vodafone España factura 4.679 millones de euros en el último año fiscal y cierra el periodo 2014/15 con 14.179.000 clientes de telefonía móvil, 2.810.000 de banda ancha fija y 790.000 de televisión y lanza Vodafone One, una oferta de servicios convergentes con móvil, fijo, internet y televisión. Según un estudio independiente de OpenSignal de marzo, Vodafone España tiene la red 4G más rápida del mundo. Vodafone España presenta Call+, un servicio que permite compartir imágenes, contactos, mapas e incluso vídeos en tiempo real, anuncia que ya dispone de red 4G+ en 41 provincias y un despliegue de fibra en Asturias, Extremadura, Galicia y País Vasco para así llegar a todas las comunidades autónomas y es la primera operadora española en incluir el roaming en Europa y en Estados Unidos en las tarifas. La plataforma de televisión de Vodafone España (Vodafone TV) es la primera en incluir el servicio de televisión por Internet Netflix.
En 2016, Vodafone España ingresa por servicio 4.468 millones de euros en su ejercicio 2015/16. El número de Clientes de Vodafone TV supera el millón, lanzó el primer descodificador 4K del mercado en España y se convierte en la primera compañía de telecomunicaciones que lanza un equipo de eSports en España G2 | Vodafone y el programa de televisión Gamers. La televisión por Internet HBO llegó a España de la mano de Vodafone España. La red de Vodafone vuelve a ser la mejor del mercado español tanto en voz como en datos, por segundo año consecutivo, según el informe comparativo de redes móviles realizado por P3. Vodafone completa en Madrid la primera llamada del mundo con el estándar NB-IoT en una red comercial.
En 2017, los ingresos por servicio de Vodafone España alcanzan los 4.507 millones de euros en parte gracias a la oferta convergente Vodafone One. Vodafone España lanza comercialmente 4,5G, ofreciendo velocidades de hasta 700Mbps e introduciendo Massive MIMO para dotar de más capacidad a la red y es la primera operadora en ofrecer fibra con velocidades de descarga de 1Gbps en España.
En enero de 2019, Vodafone España informó, a través de un comunicado a los representantes de los trabajadores, la apertura de un procedimiento de despido colectivo «por razones económicas, productivas y organizativas» que afectaría a un máximo de 1200 empleados, el 23,5% de la plantilla.
En mayo de 2019, Vodafone España, anunció el lanzamiento de la tecnología 5G en el verano en ciudades como Madrid, Barcelona, Bilbao, Málaga, Sevilla y Valencia.
En octubre de 2022, Lowi (Vodafone Enabler España, S.L.) dejó de ser una filial de Vodafone España y se integró en su matriz. De esta manera, Lowi desapareció como empresa y pasó a ser una marca bajo la misma denominación legal que Vodafone España (Vodafone España, S.A.U.).
El 1 de octubre de 2023, Mário Vaz asumió la presidencia ejecutiva.
En octubre de 2023, Zegona anunció la compra total de Vodafone España, lo que implicaría la salida del Grupo Vodafone del mercado español. La adquisición se completó el 31 de mayo de 2024, aunque Zegona podrá continuar utilizando la marca Vodafone.

## Adquisiciones

### Tele2 España
El 6 de octubre de 2007, Vodafone alcanza un acuerdo para la adquisición de las filiales de Tele2 en España e Italia.
En 2008, la actividad comercial está muy relacionada con los servicios de Vodafone España como consecuencia de la integración de Tele2: Oficina Vodafone, Vodafone en tu Casa, líneas móviles asociadas con Vodafone ADSL o líneas relacionadas con la conectividad PC en movilidad.

### ONO
El 17 de marzo de 2014, Vodafone llega a un acuerdo para adquirir el grupo corporativo ONO por 7200 millones de euros e inicia la comercialización de los servicios de fibra hasta el hogar (FTTH) en España en zonas de Madrid, Barcelona, Sevilla, Valencia, Málaga y Zaragoza.

## Marcas comerciales
Además de la marca principal (Vodafone), Vodafone España también es propietaria de otras marcas:

### Lowi
Lowi es una marca comercial de Vodafone España bajo la cual la compañía ofrece telefonía móvil e internet (fibra y 5G).

### Vodafone TV
Vodafone TV es un servicio de televisión digital interactiva a través de IPTV en las conexiones de FTTH y ADSL y a través de cable en las conexiones de HFC.

## Operadores Móviles Virtuales (OMV)
Además de las marcas propias de Vodafone comentadas anteriormente, desde 2019 en España hay algunas empresas que, mediante acuerdos, utilizan su red para prestar cobertura a sus clientes:

### Finetwork
Finetwork es una marca bajo la cual opera la empresa española de telecomunicaciones Wewi Mobile S.L. con sede en Elda (Alicante). Ofrece servicios de internet y telefonía móvil.

### Aloha
Aloha es una marca bajo la cual opera la empresa española de telecomunicaciones Maxen Technologies S.L. con sede en Canet de Mar (Barcelona). Ofrece servicios de internet y telefonía móvil.

## Controversias
Vodafone es la compañía con mayor número de reclamaciones por cliente.
Vodafone creó un artículo falso sobre el Bobaró en el 2009, una fiesta tradicional filipina que no existe, en Wikipedia que tuvo una duración de 17 días y fue borrado por ser un artículo falso durante una campaña de Navidad.